# ドルフィンブラウザ
ドルフィンブラウザ（Dolphin Browser）は、アメリカのソフトウェア開発会社、MoboTap (モボタップ)によって製作されているスマートフォン、タブレット向けのウェブブラウザ。

## 概要
- このブラウザは、ジェスチャー機能やタブブラウジングなどの機能を持つ。
- MoboTap社が、2012年夏に日本法人を立ち上げた時、社名として採用されている[1]。